# Ghiacciaio Laird
Il Ghiacciaio Laird (in lingua inglese: Laird Glacier) è un ghiacciaio tributario antartico, lungo circa 6 km, che fluisce in direzione nordest dal Supporters Range, catena montuosa che fa parte dei Monti della Regina Maud, in Antartide, per andare a confluire nel Ghiacciaio Keltie, 4 km a sudest del Ranfurly Point. 
La denominazione fu assegnata dall'Advisory Committee on Antarctic Names (US-ACAN), in onore di Robert J. Laird, biologo dell'United States Antarctic Research Program presso la Stazione McMurdo nel 1963.